# Ъ
Ъ, ъ («твердий знак», «єр», у Галичині XIX ст. знана як «йор») — буква деяких абеток на основі кирилиці — 27-а буква болгарської абетки, називається великий єр (болг. ер голям), і 28-а буква російської абетки (рос. твёрдый знак), також вживається в русинській абетці (русин. єр, твердый знак); в інших слов'янських кирилицевих абетках відсутня: її функції за необхідності виконує апостроф (рос. съезд — укр. з'їзд — біл. з'езд) Ця буква використовувалась також у руській мові.
У болгарській мові ця літера передає приголосний звук [ɤ̞] (МФА), схожий на русинське «ы».

## Історія
У старо- і церковнослов'янській абетках носить назву ѥръ (ст.-сл.) або єръ (ц.-сл.), значення якого невідоме (у сербській існує слово јер/jer — «оскільки», «бо», «тому що»). У кирилиці зазвичай є 29-ю літерою за порядком і має вигляд ; у глаголиці за порядком 30-а, має вигляд . Числового значення не має. Походження глаголичної літери прийнято пояснювати як розвиток літери  («о»); кириличну теж пов'язують з О, до якої зверху щось примальовано (у найдавніших кириличних написах трапляються подібні форми).

## Звук ъ
Приблизно до середини XII століття літери  і  використовувалися для позначення звука [ŭ] — надкороткого (зредукованого) голосного середнього підняття, який існував у всіх слов'янських мовах з праслов'янських часів. За походженням праслов'янський [ŭ] (*ъ) є розвитком праіндоєвропейських коротких *o, *u (праіндоєвроп. *suHnús > праслов. *synъ, праіндоєвроп. *snoɪ̯gʷʰos > праслов. *sněgъ). На початку II тисячоліття нашої ери почався процес занепаду редукованих: у сильній позиції [ŭ] збігся з [o] (у східнослов'янських, македонській), з [a] (у західних південнослов'янських), з [e] (у західнослов'янських); у слабкій (наприклад, наприкінці слів) — зник. Після падіння зредукованих «ъ» перестала позначати який-небудь звук у всіх слов'янських мовах, окрім болгарської (у ній в певних позиціях з редукованого утворився повноцінний звук [ɤ], який збігся у вимові з носовим [o] і зберігає позначення як «ъ»). Але «ъ» за традицією продовжували писати ще тривалий час, умовно позначаючи нею твердість попереднього приголосного — в українському правописі її остаточно скасовано тільки на початку XX ст. (наприкінці слів її не пишуть з першої половини XIX), а в російському письмі її традиційно писали наприкінці слів аж до реформи 1918 року, зараз вона вживається тільки як розділовий знак у небагатьох словах, будучи найбільш рідкою літерою абетки.

## Старо- і церковнослов'янська мова
У старо- і церковнослов'янській мові буква первісно передавала характерний слов'янський надкороткий (редукований) [ŭ]. Після падіння зредукованих «ъ» більше не передає звука, пишеться лише за традицією. Проте, до впровадження пропусків між словами в тексті використання цієї невимовної літери було недаремним: вона допомагала правильно розбивати слово на склади, а рядок — на слова: къбогомъизъбраномуцарю. У пізнішій церковнослов'янській писемності уживається за традицією:
- найчастіше на кінці слів після приголосних (тобто слово може закінчуватися тільки на голосну, «й», «ь» або «ъ»);
- як розділовий знак між приголосною і голосною на межі префіксу і кореня;
- у окремих словах: въслѣдъ, обезъяна, і у всіх формах слова другъдруга, другъдругу…

У деяких випадках (переважно на кінці прийменників і префіксів) замість  може вживатися надрядковий знак — так званий «єрок».

## Українська мова
У давньоруському письмі нею первісно позначали редукований [ŭ] — який мав ще праслов'янське походження. Після занепаду редукованих «ъ» за традицією зберігався на письмі аж до XIX ст.
В українському правописі XIX століття буква «ъ» уживалася тільки в старих варіантах орфографії (у «ярижці» і в системі Максимовича — за російськими правилами: і як розділовий знак, і в кінці слів; у «кулішівці» — тільки як розділовий знак), а в пізнішій «желехівці» і в створеному на її основі нинішньому правописі замінена апострофом.
У проєкті правопису 1837 року («Правопис Русалки Дністрової») «ъ» була вилучена з української абетки. Проте, у 1856 році правопис П. О. Куліша («кулішівка») повернув «ъ» до українського письма — тепер тільки як розділовий знак усередині слів. І тільки напочатку XX ст. Б. Грінченко у правописі свого «Словаря української мови» («грінченківці») остаточно виключив цю літеру з української абетки, замінивши її апострофом.

## Російська мова
До реформи російського правопису в 1917—1918 рр. буква ъ використовувалася за тими ж церковнослов'янськими правилами, тільки без слів-винятків. На відміну від нинішньої орфографії, розділовий ъ ставився не тільки перед літерами йотованих голосних, але і в деяких інших випадках, наприклад съэкономить, разъикаться, двухъаршинный і ін. (зокрема він дозволяв розрізняти на письмі слова подарочный і подъарочный). Проте, розділовий ъ був украй рідкісний (як, власне, і сьогодні), а достатньо даремний «ъ» наприкінці слів займав приблизно 4 % обсягу тексту і, за підрахунками Л. В. Успенського, до реформи правопису на нього щорічно йшло близько 8,5 млн зайвих сторінок.
Надмірність крайового ъ була відмічена давно; його могли не використовувати при передачі телеграфних повідомлень, у скоропису і навіть в деяких книжках (практика друку без ъ почала розповсюджуватися в 1870-і, але скоро була заборонена).

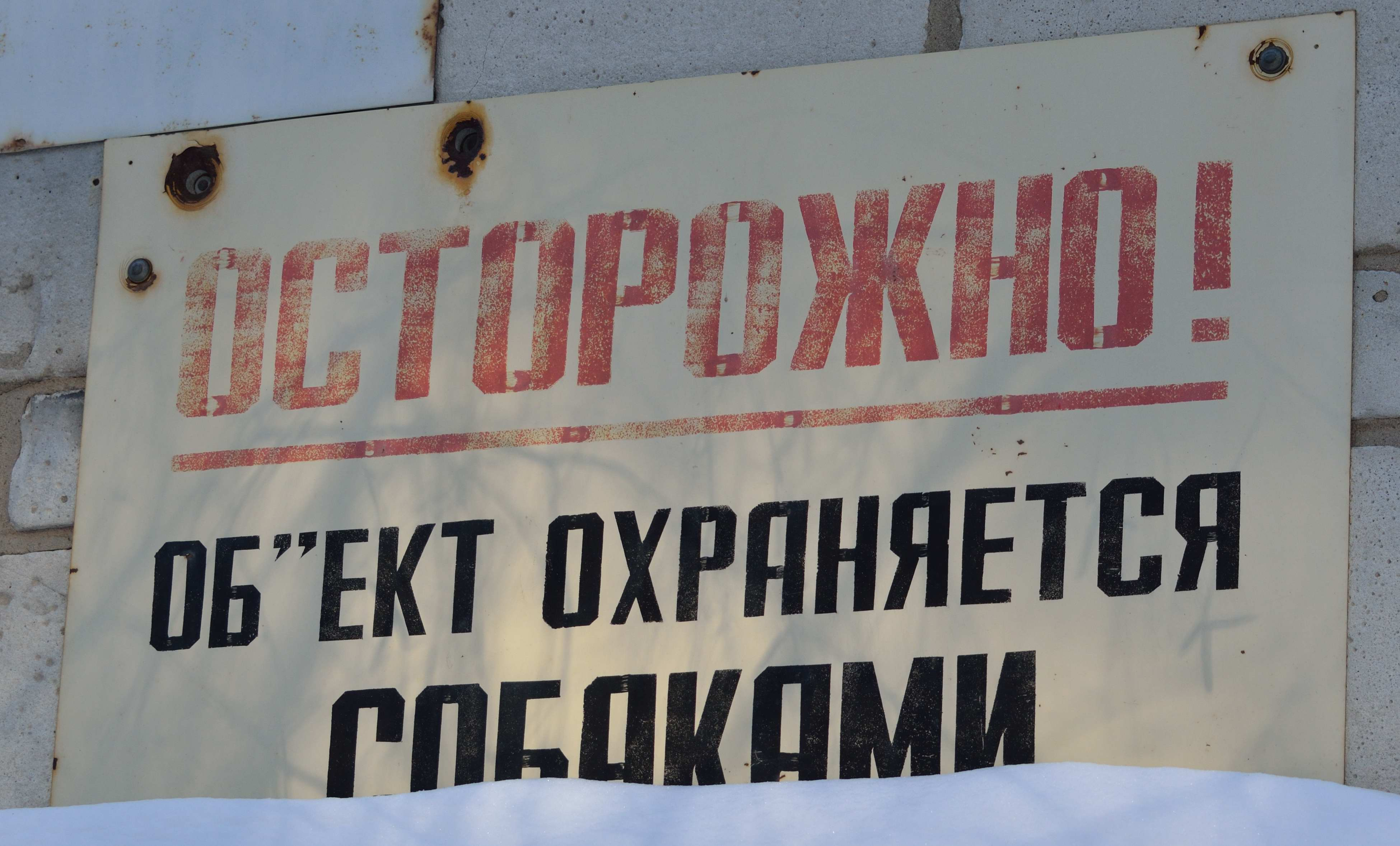
Приклад використання апострофа замість твердого знака у російській мові.

При проведенні реформи буква ъ як розділовий знак зберігалася; але для боротьби з видавцями газет і журналів, що не бажали підкорятися розпорядженням більшовицької влади, декретом ВРНГ від 4 листопада 1918 року типографські літери і матриці цієї букви були вилучені із друкарських кас. У результаті як розділовий знак почали використовувати апостроф (под'ём, ад'ютант); таке написання стало сприйматися як частина реформи, хоча насправді згідно з декретом воно було помилковим. У свій час (в кінці 1920-х — початку 1930-х) воно розповсюдилося і на книговидання, а в машинописі протрималося до 1970-х (для економії числа клавіш дешеві друкарські машинки робилися без літери «ъ»).
У сучасній російській орфографії «ъ» уживається тільки як розділовий знак між приголосною і голосною. Найчастіше використовується на стику префікса і кореня (объявление, подъезд), включаючи деякі запозичені слова (адъютант, инъекция, фельдъегерь) перед літерами е, ё, ю, я і означає їхню йотовану вимову без пом'якшення попередньої приголосної префіксу. Перед іншими голосними «ъ» може з'являтися тільки в транскрипції іноземних імен і назв: Чанъань, Дзюнъитиро і ін. Зустрічається вживання ъ і між голосною і приголосною, наприклад, в узбецькій мові (що не є слов'янською) до переходу на латиницю (аъло, Раъно). Відмічено також використання твердого знака перед приголосними (у назвах койсанських мов: къхонг, къган-къне і ін.), хоча допустимість таких написань з погляду російської орфографії вельми сумнівна.

## Інші слов'янські мови
У болгарському правописі буква ъ (болг. ер голям) позначає специфічний голосний звук [ɤ̞], схожий на закарпатський «ы». До реформи 1946 року єр голям використовувалася і формально в кінці слів — Бѣлградъ («Белград»), міръ («мир»), свѣтъ («святий»).
З сербської абетки буква ъ була виключена в середині XIX століття в ході реформи Вука Караджича; розділовий знак перед йотованими голосними там не потрібний, оскільки йот пишеться явно, а тверді і м'які приголосні позначаються різними літерами: подјармити (< под + јармити) — пођачити (< по + ђачити, від ђак — «учень»).
У білоруському і македонському правописі літери «ъ» не було з самого початку створення для них самостійних абеток нового часу. У македонському правописі болгарському ъ відповідає апостроф — р'ж (ръж, «жито»), Б'рвеница (Бървеница, «Брвениця»).

## Неслов'янські мови
У осетинському правописі «ъ» використовується тільки в словах, запозичених з російської, і в подвійних літерах хъ, цъ, чъ.

## Інше використання
Знак «ъ» використовують у лінгвістичній реконструкції для транскрипції праслов'янської мови — він передає редукований голосний [ŭ]; а також для фонетичного запису слів у деяких слов'янських мовах (наприклад, рос. молоко транскрибують кирилицею як [мълако]).

## Варіанти зображення
Зображення літери «ъ» різноманітно переважно розмірами при збереженні форми: в уставі вона цілком в рядку, в півуставі може як бути в рядку, так і виступати своєю верхньою частиною вгору, покриваючи нею попередню літеру, але займаючи менше місця за шириною. Подібна «висока» форма увійшла і в перші варіанти гражданського шрифту і була основною до середини XVIII століття.
У деяких варіантах гражданського шрифту висока мала буква «ъ» втрачала свій гачок, тобто формою була тотожна з латинською малою b (тоді як мала буква ь мала нинішній вигляд).
У деяких півуставних рукописах і стародрукованих книгах (наприклад, в «Острозькій Біблії» Івана Федорова) зустрічається також зображення літери «ъ» із зарубкою зліва, що опускається до землі (тобто у вигляді склеєного буквосполучення «гъ», ѣ), хоча частіше знак такої форми позначав літеру ѣ.

## Цікаві факти

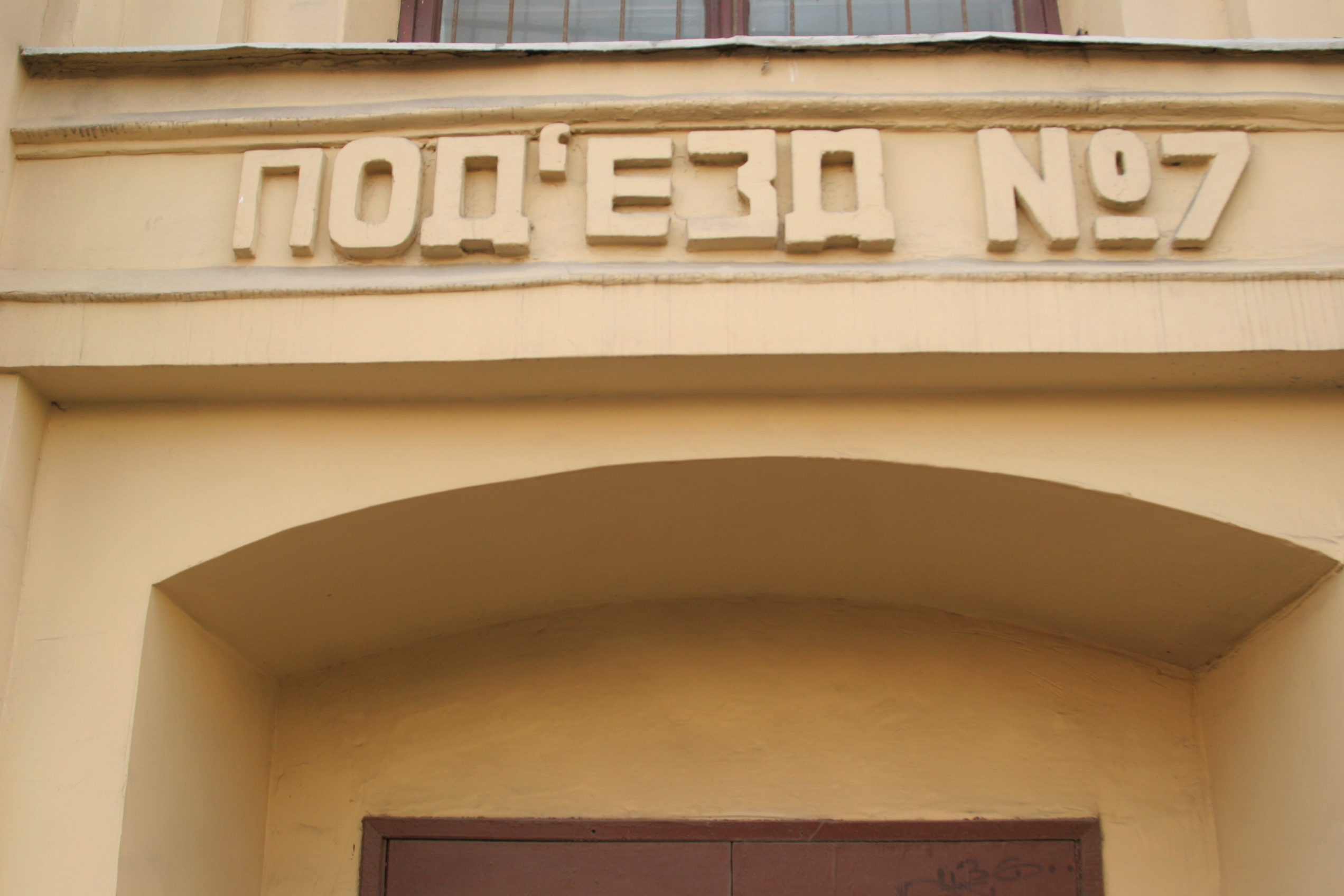
Написи над входами до Політехнічного музею виконані відповідно до правил російського фактичного правопису 1920-30-х р.р.

- Хоча написання зайвих «ъ» у російському правописі було скасоване тільки в 1918 році, перші спроби такої реформи траплялися й раніше: відоме, що у 1781 році з ініціативи директора Петербурзької академії наук Сергія Герасимовича Домашнєва один розділ журналу «Академическія извѣстія» був надрукований без «ъ» на кінці слів[7].
- Під час виконання реформи 1918 року разом з друкарськими літерами для і, ѣ, ѳ, з друкарень були вилучені й літери для ъ — хоча реформа скасувала лише написання твердого знака наприкінці слів, а не його вживання взагалі. Брак літер призвів до того, що за розділовий знак стали широко застосовувати апостроф: у 1920-30-х роках (у газетах до 1950-х) його використовували для слів об'явление, с'езд, под'езд та ін.[8]. Як єдиний варіант розділового знака ъ був затверджений у 1956 році[9], дешеві моделі друкарських машинок без символа «ъ» випускали й пізніше. Таблички з написами «Под'езд» досі можна побачити на будівлі московського Політехнічного музею.
- Хоча згідно з вимогами російського правопису 1956 року належить писати «подьячий» (а не «подъячий»), покажчики на Великій Піддячеській вулиці[ru] у Петербурзі отримали сучасну орфографію лише в 2009 році. Старий правопис зберігся у назві кафе на розі з проспектом Римського-Корсакова — «На Подъяческой»[10].

## Таблиця кодів
| Кодування    | Реєстр | Десятковий код | Шістнадцятковий код | Вісімковий код | Двійковий код     |
| ------------ | ------ | -------------- | ------------------- | -------------- | ----------------- |
| Юнікод       | Велика | 1066           | 042A                | 002052         | 00000100 00101010 |
| Юнікод       | Мала   | 1098           | 044A                | 002112         | 00000100 01001010 |
| ISO 8859-5   | Велика | 202            | CA                  | 312            | 11001010          |
| ISO 8859-5   | Мала   | 234            | EA                  | 352            | 11101010          |
| KOI-8        | Велика | 255            | FF                  | 377            | 11111111          |
| KOI-8        | Мала   | 223            | DF                  | 337            | 11011111          |
| Windows-1251 | Велика | 218            | DA                  | 332            | 11011010          |
| Windows-1251 | Мала   | 250            | FA                  | 372            | 11111010          |

У HTML велику літеру Ъ можна записати як &#1066; чи &#x42A;, а малу ъ — як &#1098; чи &#x44A;.